# Nebulosa da Coruja
A Nebulosa da Coruja (também conhecida como Messier 97 ou NGC 3587) é uma nebulosa planetária localizada na constelação de Ursa Major. Foi descoberta por Pierre Méchain em 1781.
É considerada uma das mais complexas nebulosas planetárias. A estrela central de magnitude 16 tem cerca de 0,7 massas solares e a nebulosa em si cerca de 0,15 massas solares. A nebulosa foi formada apenas há cerca de 8000 anos.
A Nebulosa da Coruja recebeu o seu nome devido aos seus "olhos" parecidos com o de uma coruja quando vista através de um telescópio (> 200 mm) grande sob um céu escuro com o auxílio de um "filtro de nebulosa". Os "olhos" são também facilmente visíveis através de fotografias tiradas da nebulosa.

## Descoberta e visualização

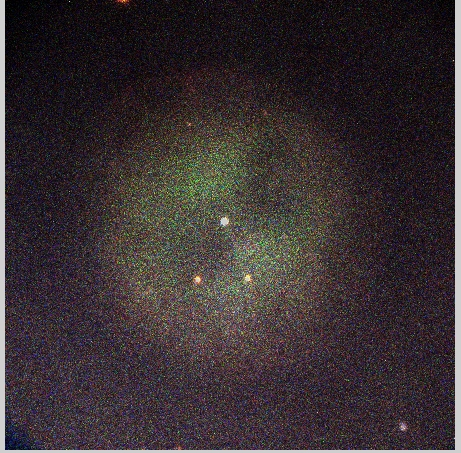
Imagem de Messier 97 tirada com o Telescópio Faulkes Norte.

A nebulosa planetária foi descoberta pelo astrônomo francês Pierre Méchain em 26 de fevereiro de 1781. Ao descrever o objeto, Charles Messier também mencionou outros dois objetos nebulosos que não foram adicionados a última versão de seu catálogo, de 1781, que viriam a ser os objetos Messier 108 e Messier 109. William Henry Smyth foi o primeiro a classificá-la como uma nebulosa planetária em 1944. William Huggins, por meio da espectroscopia, reconheceu a natureza gasosa do objeto.

## Características
É um dos objetos de menor brilho do catálogo Messier e também é um das quatro nebulosas planetárias do catálogo. É uma das mais complexas nebulosas planetárias conhecidas: estima-se que sua forma seja semelhante a um toro e que as regiões pobres em matéria, os "olhos da coruja" sejam o espaço vazio ao longo do eixo do toro. A nebulosa é envolvida por uma nebulosa mais fraca, com pouca ionização. Sua massa foi estimada em 0,15 massas solares, enquanto que sua estrela central de magnitude aparente 16 tenha uma massa equivalente a 0,7 massas solares. Sua idade foi estimada em 6 000 anos.
Como quaquer outra nebulosa planetária, é mais brilhante visualmente, com uma magnitude aparente em 9,9, do que em astrofotografias, com magnitude em 12. Isto se explica devido à emissão quase exclusiva de radiação eletromagnética no comprimento de onda na faixa do verde (luz verde), a cor mais sensível aos olhos humanos, mas que não consegue impressionar na mesma magnitude chapas fotográficas ou câmeras CCD.
Sua distância em relação à Terra é incerta: as estimativas variam entre 1300 anos-luz, segundo o Sky Catalogue 2000.0, a 12000 anos-luz.

## Galeria

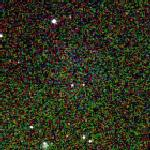
Nebulosa da Coruja, projeto 2MASS
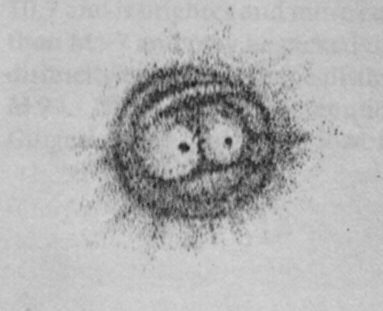
Esboço da Nebulosa da Coruja feita por William Parsons